# Municipio de Tekonsha
El municipio de Tekonsha (en inglés: Tekonsha Township) es un municipio ubicado en el condado de Calhoun en el estado estadounidense de Míchigan. En el año 2010 tenía una población de 1645 habitantes y una densidad poblacional de 17,51 personas por km².

## Geografía
El municipio de Tekonsha se encuentra ubicado en las coordenadas 42°6′42″N 85°0′5″O / 42.11167, -85.00139. Según la Oficina del Censo de los Estados Unidos, el municipio tiene una superficie total de 93.94 km², de la cual 91,69 km² corresponden a tierra firme y (2,39 %) 2,24 km² es agua.

## Demografía
Según el censo de 2010, había 1645 personas residiendo en el municipio de Tekonsha. La densidad de población era de 17,51 hab./km². De los 1645 habitantes, el municipio de Tekonsha estaba compuesto por el 96,84 % blancos, el 0,36 % eran afroamericanos, el 0,49 % eran amerindios, el 0,43 % eran asiáticos, el 0,18 % eran de otras razas y el 1,7 % eran de una mezcla de razas. Del total de la población el 1,22 % eran hispanos o latinos de cualquier raza.